# Бессе-ле-Фроманталь
Бессе́-ле-Фроманта́ль (фр. Bessais-le-Fromental) — коммуна во Франции, находится в регионе Центр. Департамент — Шер. Входит в состав кантона Шарантон-дю-Шер. Округ коммуны — Сент-Аман-Монтрон.
Код INSEE коммуны — 18029.

## География
Коммуна расположена приблизительно в 240 км к югу от Парижа, в 145 км юго-восточнее Орлеана, в 50 км к юго-востоку от Буржа.
По территории коммуны протекает река Орон.

## Население
Население коммуны на 2008 год составляло 313 человек.
| 1962 | 1968 | 1975 | 1982 | 1990 | 1999 | 2008 |
| ---- | ---- | ---- | ---- | ---- | ---- | ---- |
| 535  | 535  | 430  | 405  | 361  | 325  | 313  |

## Администрация
| Период | Период | Фамилия     | Партия | Примечания |
| ------ | ------ | ----------- | ------ | ---------- |
| 2003   | 2008   | Жозе Гюйан  |        |            |
| 2008   | 2014   | Серж Одонне |        |            |

## Экономика
Основу экономики составляет сельское хозяйство.
В 2007 году среди 195 человек в трудоспособном возрасте (15-64 лет) 130 были экономически активными, 65 — неактивными (показатель активности — 66,7 %, в 1999 году было 58,7 %). Из 130 активных работали 112 человек (61 мужчина и 51 женщина), безработных было 18 (8 мужчин и 10 женщин). Среди 65 неактивных 7 человек были учениками или студентами, 32 — пенсионерами, 26 были неактивными по другим причинам.

## Фотогалерея

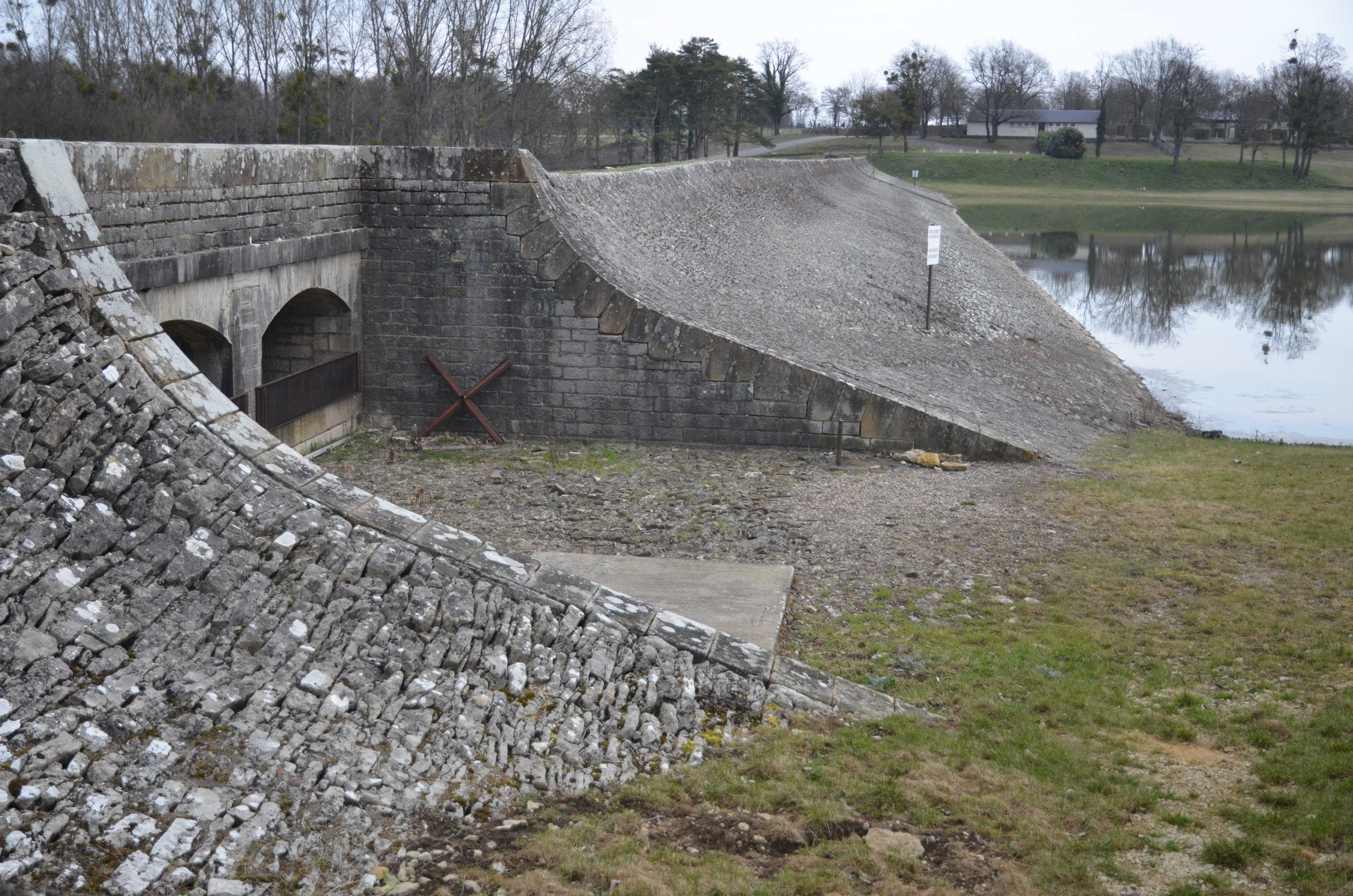
Плотина
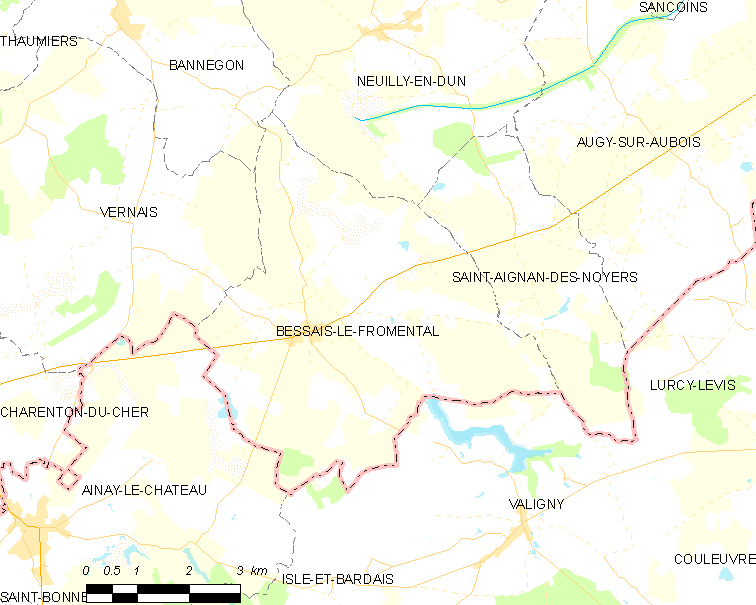
Карта коммуны